# Iván Hompanera
Iván Hompanera Álvarez (Barcelona, 26 de enero de 1969) es un deportista español que compitió en atletismo adaptado. Ganó dos medallas de oro en los Juegos Paralímpicos de Sídney 2000 en las pruebas de 800 m (T36) y 5000 m (T38).

## Palmarés internacional
| Juegos Paralímpicos | Juegos Paralímpicos | Juegos Paralímpicos | Juegos Paralímpicos |
| Año                 | Lugar               | Medalla             | Prueba              |
| ------------------- | ------------------- | ------------------- | ------------------- |
| 2000                | Sídney (Australia)  | Medalla de oro      | 800 m T36           |
| 2000                | Sídney (Australia)  | Medalla de oro      | 5000 m T38          |